# Montenegro de Cameros
Montenegro de Cameros és un municipi de la província de Sòria, a la comunitat autònoma de Castella i Lleó. Pertany a la comarca agrària de Pinares, per bé que pertany a la comarca de Tierra de Cameros, essent de fet l'únic que es troba en l'actualitat fora de La Rioja. Aquí neix el riu Mayor, afluent de capçalera de l'Iregua, pertanyent a la conca de l'Ebre.